# Ẩm thực Na Uy

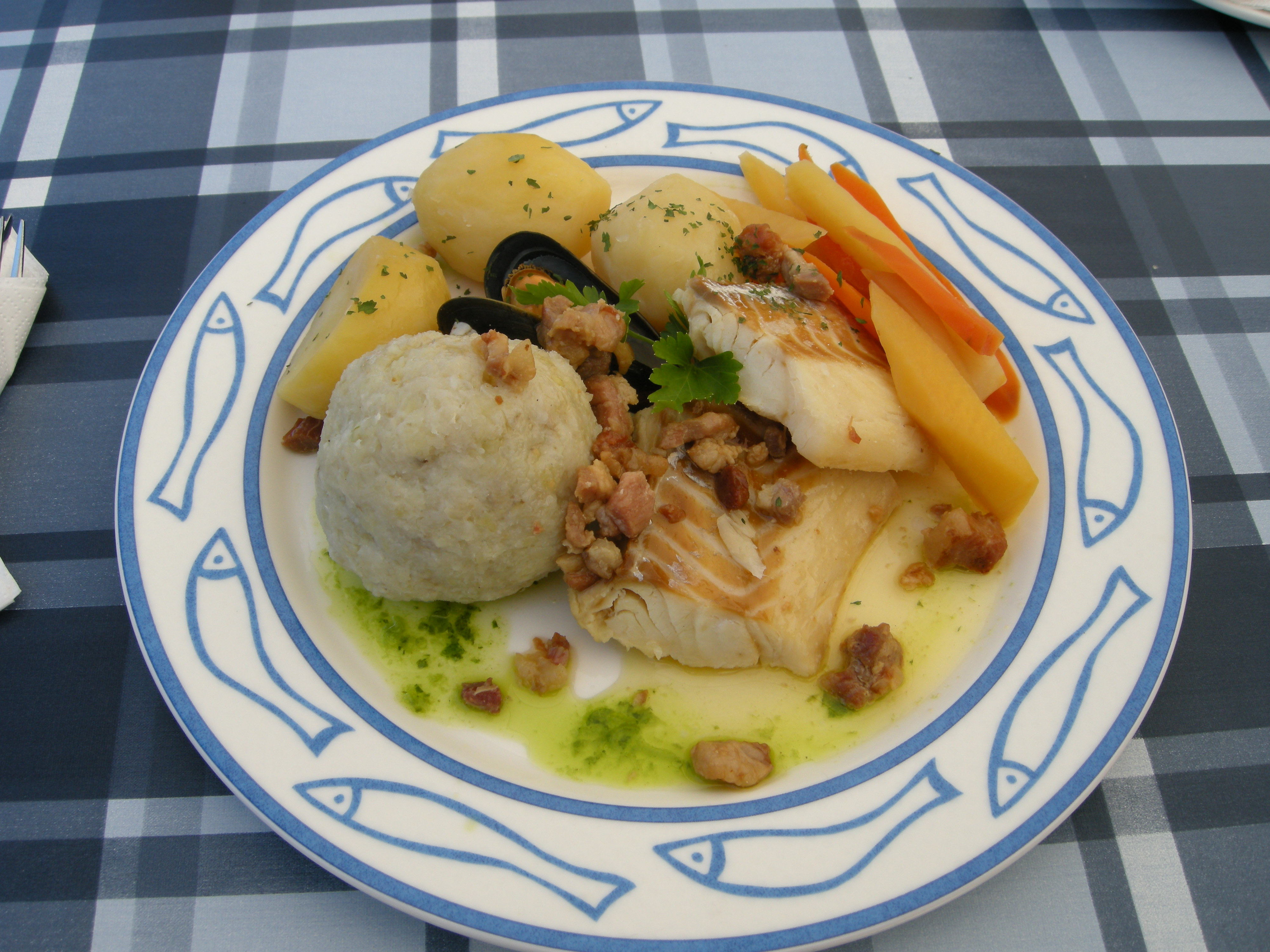
Một dĩa thức ăn ở Na Uy

Ẩm thực Na Uy ở dạng truyền thống chủ yếu dựa trên các nguyên liệu có sẵn ở Na Uy và núi non, các khu vực hoang dã và bờ biển quốc gia Na Uy. Nó khác ở nhiều khía cạnh so với các nền ẩm thực lục địa châu Âu với sự tập trung mạnh hơn vào thịt động vật hoang dã săn bắt được (thịt rừng) và nguồn cá. Nhiều trong số các món ăn truyền thống là kết quả của việc sử dụng các nguyên liệu tồn trữ, đông lạnh do những mùa đông kéo dài.
Ẩm thực Na Uy hiện đại, dù vẫn chịu ảnh hưởng mạnh mẽ bởi nền truyền thống của mình, ngày nay đang bị lục địa hóa như mì ống, pizza, và những món tương tự phổ biến như thịt viên và cá tuyết là thực phẩm chính yếu và tại các nhà hàng đô thị có các món người ta có thể tìm thấy trong bất kỳ thành phố kiểu Tây Âu nào.

## Bữa ăn chính
Hầu hết người Na Uy ăn ba hoặc bốn bữa ăn thường xuyên mỗi ngày, thường bao gồm một bữa ăn sáng lạnh với cà phê, bữa trưa lạnh (thường được đóng gói) tại nơi làm việc và một bữa ăn tối nóng ở nhà với gia đình. Tùy thuộc vào thời gian của bữa ăn tối gia đình (và thói quen cá nhân), một số có thể thêm một bữa ăn lạnh vào buổi đêm, thường ăn một bánh sandwich đơn giản.
- Ăn sáng (frokost): Các bữa ăn sáng cơ bản của người Na Uy bao gồm sữa hoặc nước ép trái cây, cà phê (hoặc hiếm hơn là trà), và bánh mì mở với những lát thịt phết phô mai hoặc mứt. Ngũ cốc: như bỏng ngô, muesli và bột yến mạch là rất phổ biến, đặc biệt là với trẻ em, như là sữa chua.
- Ăn tối (middag): Một bữa ăn được người ta ăn giữa 1-7 giờ chiều. Đây là bữa ăn được coi là bữa ăn nóng trong ngày. Phần còn lại của bữa ăn phục vụ suốt ngày nhìn chung là thức ăn lạnh. Một số loại thực phẩm ăn vào thời gian này thường là cá với khoai tây luộc và rau.

## Món thịt
Món thịt bao gồm:

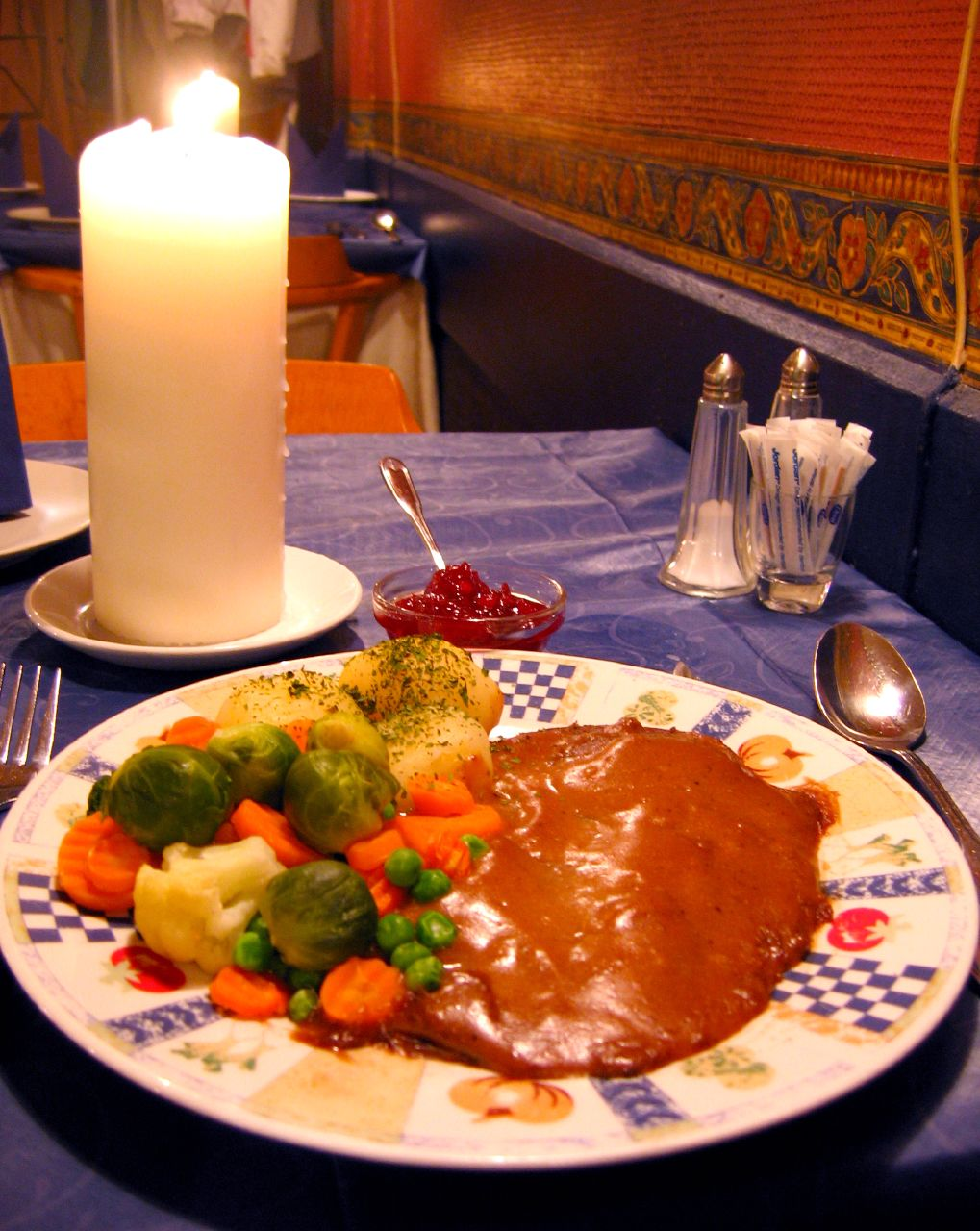
Reinsdyrsteik (tuần lộc nướng)

- Kjøttkaker – bánh yến mạch: bánh thô và lớn thịt bò, hành tây, muối và hạt tiêu. Bánh có kích thước khoảng bằng bàn tay của một đứa trẻ. Thường ăn kèm với nước sốt espagnol. Khoai tây, đậu Hà Lan hầm hoặc bắp cải và cà rốt được phục vụ trên các mặt. Nhiều thích sử dụng lingonberries. Loại bánh dùng thịt lợn được gọi là medisterkake.
- Kjøttboller - thịt viên: Một dạng thô của món thịt viên Thụy Điển. Ăn kèm với khoai tây nghiền và nước sốt kem hoặc nước sốt espagnol tùy thuộc vào địa phương.
- Svinekoteletter - Sườn: chỉ cần om và phục vụ với khoai tây và hành tây chiên hoặc bất cứ loại rau có sẵn.
- Svinestek - thịt lợn nướng: một bữa ăn tối chủ nhật điển hình, ăn kèm với bắp cải muối, nước thịt, rau và khoai tây.
- Lapskaus - hầm: tương tự như món hầm Ireland, nhưng thịt cắt, xúc xích hoặc thịt thực sự bất kỳ, trừ thịt lợn tươi có thể bỏ vào các món ăn.
- Fårikål - thịt cừu hầm: món ăn dân tộc của Na Uy. Chế biến rất đơn giản: bắp cải và thịt cừu được xếp lớp trong một nồi lớn cùng với hạt tiêu đen, muối (và, trong một số công thức nấu ăn, bột mì để làm dày lớp nước sốt), được đổ thêm nước và ninh nhỏ lửa cho đến khi thịt rất mềm. Khoai tây trên mặt.
- Stekte pølser - xúc xích chiên: xúc xích tươi được rán và ăn kèm với rau, khoai tây, đậu Hà Lan và nước thịt Có lẽ một số.
- Syltelabb thường ăn khoảng thời gian Giáng sinh.
- Pinnekjøtt là một món ăn bữa tối chính của làm bằng cừu hay sườn cừu, và món ăn này được chủ yếu liên quan đến việc cử hành Giáng sinh tại Tây Na Uy, và phổ biến ở các vùng khác tiến hành nhanh chóng. 31% của người Na Uy nói họ ăn món pinnekjøtt với gia đình trong bữa tiệc Giáng sinh của họ. Pinnekjøtt được phục vụ với củ cải Thụy Điển xay nguyễn và khoai tây, bia và akevitt.
- Smalahove là một món ăn truyền thống, thường ăn khoảng thời gian Giáng sinh và trước khi, làm từ đầu của con cừu. Da và lông cừu lấy từ đầu được đốt cháy, bỏ não, và đầu được ướp muối, đôi khi hun khói, và sấy khô. Đầu cừu được đun sôi trong khoảng 3 giờ và phục vụ với củ cải Thụy Điển và khoai tây.
- Sodd là một bữa ăn truyền thống của Na Uy với thịt cừu và thịt viên súp-như. Thông thường các loại rau: như khoai tây và/hoặc cà rốt nên được bao gồm.
- Thịt rừng: Các món ăn cao cấp rất phụ thuộc thịt thú săn như nai, tuần lộc, thỏ núi hoang, vịt trời, Ptarmigan rock và gà hoang.

## Hải sản

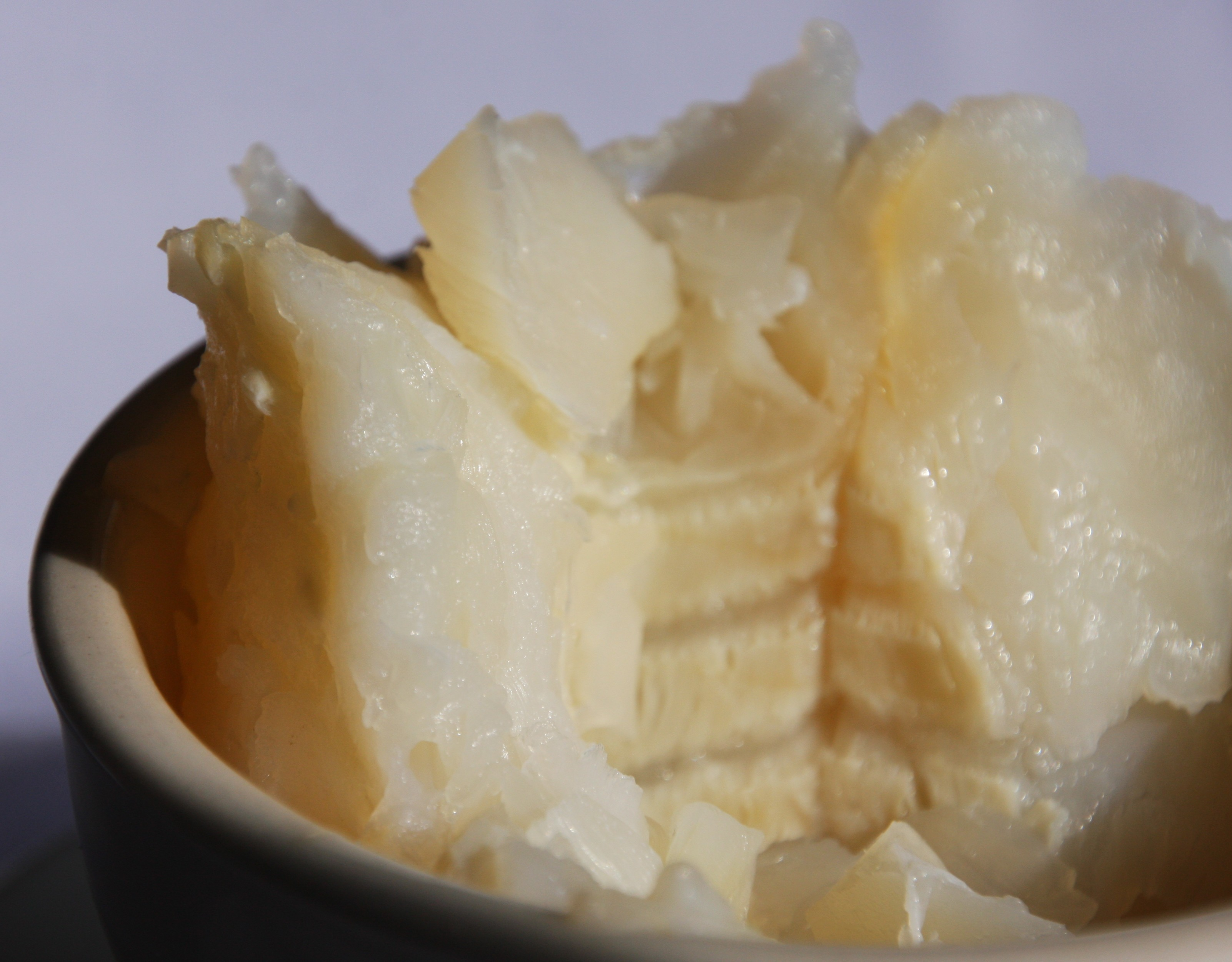
Lutefisk

Một trong những món ăn truyền thống Bắc Âu với khiếu kiện quốc tế phổ biến là cá hồi hun khói. Nó bây giờ là một món hàng xuất khẩu lớn, và có thể được xem là món đã nâng tầm ẩm thực Scandinavia trên thế giới. Cá hồi hun khói truyền thống tồn tại trong nhiều loại, và được thường được ăn kèm với trứng, rau thì là, bánh mì và nước sốt mù tạt. Một sản phẩm cá hồi truyền thống là gravlaks  ("cá hồi chôn" theo nghĩa đen). Theo truyền thống, gravlaks sẽ được tẩm ướp 24 giờ trong một hỗn hợp của đường và muối và các loại thảo mộc). Các cá hồi sau đó có thể được đông lạnh hay giữ trong một khu vực lạnh. Do từ grav có nghĩa là "chôn" nó là một sự hiểu lầm phổ biến đã làm cá hồi được chôn xuống đất.
Món cá khác bao gồm:
- Rakfisk - món cá được làm từ cá hồi Na Uy đôi khi được ướp muối và lên men trong 2-3 tháng, hoặc thậm chí lên đến một năm, sau đó ăn không cần nấu. Rakfisk phải được chuẩn bị và lưu trữ rất hợp vệ sinh, do nguy cơ phát triển Clostridium botulinum (Những nguyên nhân Botulism) nếu việc kiềm cá một số vi khuẩn trong quá trình lên men.
- Torsk – Cá tuyết: luộc, ăn kèm với khoai tây luộc và bơ tan chảy đơn giản.
- Lutefisk – cá ướp kiềm: cách chế biến hiện đại được làm từ cá hồi phơi khô không có muối (cá tuyết khô) hoặc klippfisk (cá tuyết sấy khô và ướp muối) đã bị ngâm chìm ngập trong dung dịch kiềm.
- Stekt Fisk - cá kho: hầu như tất cả các cá kho tộ, nhưng như một quy luật các mẫu vật lớn hơn có xu hướng được săn đón và om nhỏ. Con cá được buộc lại, rắc bột mì, muối và hạt tiêu và om trong bơ. Khoai tây được đặt ở bên cạnh, và bơ từ chảo được sử dụng như một loại nước chấm.
- Fiskesuppe - món canh cá: súp sữa với rau, cà rốt, hành tây, khoai tây và các loại cá khác nhau.
- Sursild - cá trích ngâm: